# Conostylis caricina
Conostylis caricina är en enhjärtbladig växtart som beskrevs av John Lindley. Conostylis caricina ingår i släktet Conostylis och familjen Haemodoraceae.

## Underarter
Arten delas in i följande underarter:
- C. c. caricina
- C. c. elachys